# Siekluki (województwo mazowieckie)
Siekluki – wieś sołecka w Polsce położona w województwie mazowieckim, w powiecie płońskim, w gminie Dzierzążnia.
Wieś szlachecka położona była w drugiej połowie XVI wieku w ziemi wyszogrodzkiej. Za Królestwa Polskiego istniała gmina Siekluki. W latach 1975–1998 miejscowość położona była w województwie ciechanowskim.